# Tachygerris
Tachygerris – rodzaj nawodnych pluskwiaków różnoskrzydłych z rodziny nartnikowatych i podrodziny Gerrinae.

## Morfologia
Pluskwiaki te osiągają zwykle między 0,5 a 1 cm długości ciała. Czułki ich cechują się lekko zakrzywionym członem pierwszym i długością równą ciału lub przekraczającą długość ciała. Aparat gębowy ma kłujkę w pozycji spoczynkowej sięgającą ku tyłowi do połowy długości śródpiersia. Przedplecze całkowicie nakrywa śródplecze. Odnóża przedniej pary u samców charakteryzują się słabiej lub silniej zakrzywionymi udami. U samicy odwłok ma na listewce brzeżnej kolce (hiszp. espinas conexivales), które mogą wystawać poza jego tylną krawędź.

## Ekologia i występowanie
Tak jak inne nartnikowate pluskwiaki te zasiedlają powierzchnię wód słodkich. Bytują na wysokości od 0 do 1700 m n.p.m..
Rodzaj ten zamieszkuje krainę neotropikalną. Znany jest z Meksyku, Belize, Gwatemali, Hondurasu, Nikaragui, Kostaryki, Panamy, Trynidadu, Kolumbii, Wenezueli, Gujany, Surinamu, Gujany Francuskiej, Brazylii, Ekwadoru, Peru, Boliwii i Paragwaju. Najliczniejszą faunę ma Kolumbia, gdzie rodzaj reprezentuje 12 stwierdzonych gatunków.

## Taksonomia
Rodzaj ten wprowadzony został w 1957 roku przez Carla Johna Drake’a, początkowo pod nazwą Tachygonus, jednak jeszcze w tym samym roku autor ten zmienił jego nazwę na Tachygerris. Gatunkiem typowym Drake wyznaczył opisanego przez siebie w 1942 roku Tenagogonus adamnsoni. W 1958 roku redeskrypcji rodzaju dokonali Herbert Barker Hungerford oraz Ryuichi Matsuda. Kolejna redeskrypcja rodzaju, a także całego plemienia Tachygerrini dokona została przez Irinę T. Morales-Castaño i Fredy’ego Molano-Rendóna w 2009 roku. W drugiej dekadzie XXI wieku opisane zostały liczne nowe gatunki z rodzaju Tachygerris.
Do rodzaju tego zalicza się 17 opisanych gatunków:
- Tachygerris adamsoni (Drake, 1942)
- Tachygerris celocis (Drake and Harris, 1930)
- Tachygerris chocoensis Mondragón-F., Molano et Morales, 2017
- Tachygerris dentiferus Padilla-Gil et Nieser, 2003
- Tachygerris florianae Mondragón-F., Molano et Morales, 2017
- Tachygerris hecherae Buzzetti et Zettel, 2011
- Tachygerris moreirai Mondragón-F., Molano et Morales, 2017
- Tachygerris opacus (Champion, 1901)
- Tachygerris paramillensis Mondragón-F., Molano et Morales, 2017
- Tachygerris piedemontanus Mondragón-F., Molano et Morales, 2017
- Tachygerris pulcherrimus Buzzetti et Zettel, 2011
- Tachygerris quadrilineatus (Champion, 1901)
- Tachygerris spinulatus (Kuitert, 1942)
- Tachygerris surinamensis Hungerford et Matsuda, 1958
- Tachygerris tuberculatus Buzzetti et Zettel, 2011
- Tachygerris tucanensis Morales-C. et Castro-Vargas, 2013
- Tachygerris tumaquensis Padilla-Gil, 2010